# Hedlehaugen

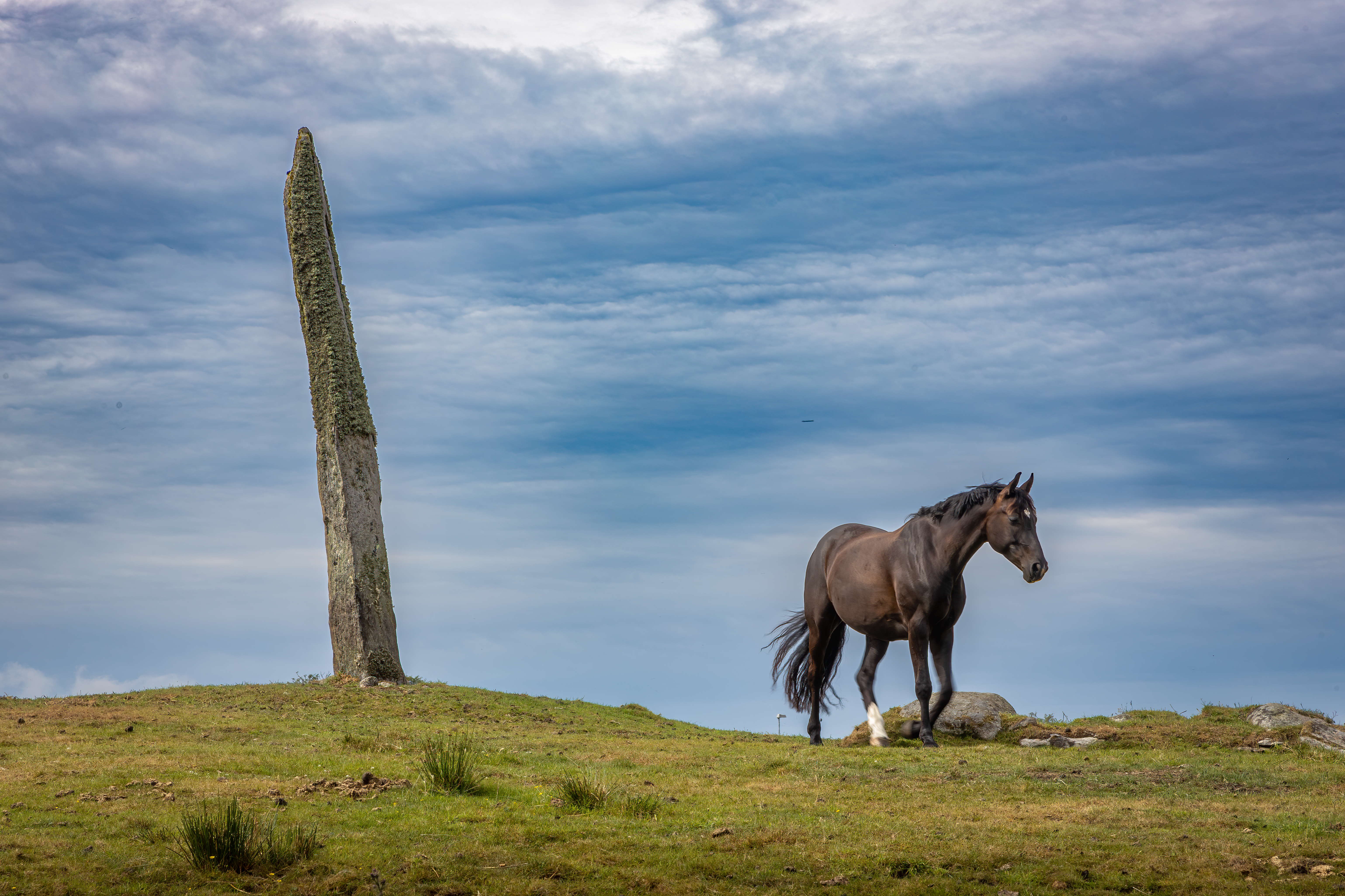
Bautastein auf dem Hedlehaugen

Der Hedlehaugen (auch Askje Hedlehaugen) ist ein Hügel am Askjeveien auf der Südhalbinsel von Mosterøy oder Mosterøya, südwestlich von Vikevåg nördlich von Stavanger im Fylke Rogaland in Norwegen.
Am Ort befinden sich drei Bautasteine, von denen zwei in früherer Zeit umgestürzt sind und am Boden liegen. Der schlanke stehende Stein ist etwa 5,0 Meter hoch, an der Basis 50 cm breit und etwa 40 cm dick. Er hat einen fast rautenförmigen Querschnitt und eine abgerundete Spitze. Der bemooste Stein steht weithin sichtbar auf einem grasbewachsenen Hügel und neigt sich leicht.
Die beiden auf dem Boden liegenden Steine sind gut zu sehen. Der größere ist etwa 3,9 m lang und 40 cm breit. Der kleinere ist etwa 2,2 Meter lang, 70 cm breit und 40 cm dick.
Die Europastraße E39 verläuft durch einen Tunnel unter dem Stein. Das Gelände ist heute eine Weidefläche. 
Etwa 1,5 km südlich, bei Skorpefjell, steht der etwa 4,0 m hohe Bautastein von Askje Hedlehaug.